# Louis De Geer (1866–1925)
Louis De Geer af Leufsta, född 8 augusti 1866 på Frötuna gård, Uppsala län, död 30 november 1925 i Stockholm, var en svensk friherre, kammarherre och godsägare. Han var son till hovmarskalken friherre Louis De Geer och far till Marianne Wallenberg.

## Biografi
Louis De Geer avlade examen från Ultuna landtbruksinstitut 1890 och började året därpå att förvalta Frötuna gård. Han tillträde efter broderns död 1914 de De Geerska fideikommissen Leufsta, Frötuna och Stora Väsby. 1916 utsågs De Geer till kammarherre i Gustaf V:s hov. Han var hedersledamot av Uppsala läns hushållningssällskap.

## Familj
Louis De Geer tillhörde den friherrliga ätten De Geer af Leufsta nr 131. Han var son till hovmarskalken friherre Louis De Geer och Vendla von Wright. Han gifte sig den 20 oktober 1892 i Löfsta med friherrinnan Märta Cederström från vilken han blev skild 1905. De fick döttrarna Marianne, som var gift först med greve Oscar Bernadotte af Wisborg och senare med bankdirektören Marcus Wallenberg, och Märta, som var gift med en greve Wachtmeister af Johannishus.

## Utmärkelser
- Riddare av Kungl. Nordstjärneorden, 6 juni 1916.[2]